# 殼仔排
殼仔排（英語：Hok Tsai Pai），是香港的一個島嶼，地區行政上屬於西貢區。果洲群島之一，位於北果洲以北。
殼仔排為北果洲附屬島嶼。
殼仔排上並沒有居民居住。